# Бакнер, Дэйв
Дэвид Джон Льюис Бакнер (англ. David John Lewis Buckner, род. 29 мая 1976, Лос-Анджелес, штат Калифорния) — экс-барабанщик ню-метал-группы Papa Roach. После Papa Roach играл в группе Last Angels, а позже в супергруппе The Halo Method. На сегодняшний день[когда?] не состоит ни в какой музыкальной группе.

## Биография

### Молодость и Papa Roach
Родился в городе Лос-Анджелес, штат Калифорния, а переехал в городок Вакавилль, когда ему было 14 лет. Здесь Дэвид со своими друзьями по школе, Джекоби Шэддиксом, Энди Сатурли и Уиллом Джеймсом, сформировал группу в 1993 году. Вскоре на конкурсе школьных талантов парни сыграли песню Джими Хендрикса под названием «Fire», и, хотя они не выиграли, решили, что группу следует развивать дальше. После замены Сатурли на гитариста Хортона, долгих репетиций и записи дебютного EP Дэйв уезжает в Сиэтл учиться в Школе искусств. Но вскоре он возвращается в Калифорнию, чтобы продолжить играть в Papa Roach, приобретшей к тому времени известность в определённых кругах. Papa Roach продолжала выступать на небольших концертах вплоть до 2000 года, который ознаменовался контрактом с Dreamworks и дебютным студийным альбомом Infest, распроданным на настоящий момент тиражом в 5 миллионов копий по всему миру. Альбом стал отправной точкой для профессиональной карьеры группы, которая продолжается по сей день.
В 2007 году Бакнер временно покидает группу, чтобы избавиться от алкогольной зависимости — пройти курс реабилитации, и наладить личную жизнь. Вскоре он возвращается, но ненадолго.
По утверждению Джекоби Шэддикса 28 января 2008 года, Дэйв покидает группу навсегда по собственному желанию.
12 декабря того же года стало известно, что Бакнер подал в суд на бывших коллег по Papa Roach за то, что ему не доплачивали полную сумму от его доли от продаж продукции группы (альбомов и пр.).
С марта 2008 года место Бакнера в Papa Roach занимает Тони Палермо из Unwritten Law.

### Last Angels
Летом 2008 Бакнер вместе со своим другом Джейком Дезрочерсом образовал свою группу под названием Last Angels.

### Личная жизнь
25 октября 2003 года Дэвид женился на известной модели и актрисе Мие Тайлер, второй дочери вокалиста Aerosmith Стивена Тайлера. Свадьба была проведена прямо на сцене концерта Aerosmith в MGM Grand Arena в Лас-Вегасе, Невада, что стало сюрпризом для аудитории. Однако в июле 2005 года Дэйв и Миа развелись.